# Pedro (Fußballspieler, 1997)
Pedro (* 20. Juni 1997 in Rio de Janeiro; voller Name Pedro Guilherme Abreu dos Santos) ist ein brasilianischer Fußballspieler. Er wird auf der Position eines Mittelstürmers eingesetzt, alternativ auch als rechter oder linker Mittelfeldspieler.

## Verein
Pedro begann seine Laufbahn im Nachwuchsbereichen vom CR Flamengo, Duquecaxiense FC und Fluminense FC.
Bei Fluminense schaffte Pedro den Sprung in den Profikader. Sein Debüt gab Pedro am 10. März 2016 in der Primeira Liga do Brasil 2016. In dem Heimspiel gegen den Criciúma EC stand er in der Startelf. In dem Wettbewerb war dieses sein einziger Einsatz. Konnte aber mit Fluminense diesen Wettbewerb gewinnen. In der Saison 2016 kam Pedro auch zu seinen ersten Einsätzen der obersten Spielklasse Brasiliens der Série A. Hier gab Pedro seinen Einstand am 11. Spieltag der Série A 2016. Am 26. Juni 2016 traf sein Klub im Auswärtsspiel im Lokalderby auf den CR Flamengo. In dem Spiel wurde Pedro in der 83. Minute für Richarlison eingewechselt. In der Saison schlossen sich noch zwei weitere Einsätze an. In beiden kam er von der Reservebank. Ein Tor gelang ihm dabei noch nicht.
Die Saison 2017 hatte mehrere Höhepunkte für Pedro parat. Ihm gelang sein erstes Tor für Fluminense als Profi und in der Série A, außerdem gab er sein Debüt auf internationaler Klubebene. Das erste Profitor erzielte er in der Primeira Liga do Brasil 2017 am 24. Januar 2017. Im Heimspiel gegen den Criciúma EC erzielte er in der 77. Minute das zwischenzeitliche 2:1 (Endstand-3:2). Sein Debüt auf internationaler Klubebene gab Pedro am 6. April 2017 in der Copa Sudamericana 2017. In der ersten Runde traf Fluminense im Heimspiel auf Liverpool Montevideo. In dem Spiel wurde er in der 73. Minute für Henrique Dourado eingewechselt. In dem Wettbewerb erzielte Pedro auch sein erstes Tor auf internationaler Klubebene. Am 22. September 2017 im Achtelfinalrückspiel gegen LDU Quito erzielte er, nachdem er nach der Halbzeitpause für Peu eingewechselt worden war, in der 87. Minute nach Vorlage von Gustavo Scarpa das Anschlusstor zum 2:1-Endstand. Dadurch sicherte er Fluminense den Einzug ins Halbfinale. Bereits zwei Monate zuvor gelang Pedro sein erstes Série A Tor in der Série A 2017. Am 4. Juli 2017, dem elften Spieltag der Saison, traf sein Klub zuhause auf Chapecoense. In dem Spiel stand Pedro in der Startelf und erzielte in der 70. Minute den 2:2-Treffer (Endstand: 3:3).
Pedro konnte sich in der Saison 2018 als Stammspieler etablieren. Er trat in 13 Spielen (7 Tore) der Staatsmeisterschaft von Rio de Janeiro an und in der Série A bestritt er 19 von 21 Einsätzen (10 Tore), bis ihn eine Verletzung längerfristig ausfallen ließ. Im Spiel gegen den Cruzeiro EC am 26. August 2018 zog sich Pedro einen Kreuzbandriss im vorderen Kreuzband des linken Knies zu, welcher operativ behandelt werden musste. Fluminense teilte mit, dass Pedro, welcher zu dem Zeitpunkt die Torschützenliste in der Meisterschaft anführte, für mindestens sechs Monate ausfallen würde.
Im August 2018 wurde bekannt, dass Fluminense hohe Ablösesummen für einen Wechsel zu ausländischen Klubs abgelehnt hatte. Girondins Bordeaux hatte eine Offerte in Höhe von 8,5 Millionen Euro und der CF Monterrey aus Mexiko ein 15 Millionen Euro Gebot abgeben.
Anfang September 2019 wechselte Pedro nach Italien zum AC Florenz. Die Ablösesumme betrug 14 Millionen Euro zzgl. 20 % aller Einnahmen aus künftigen Transfers. Der Kontrakt erhielt eine Laufzeit über fünf Jahre. Im Januar 2020 wurde Pedro bis Jahresende in seine Heimat an seinen Jugendklub und amtierenden Meister Flamengo ausgeliehen. Das erste Spiel für Flamengo bestritt Pedro in der Staatsmeisterschaft von Rio de Janeiro. Beim Auswärtsspiel gegen den Resende FC am 3. Februar wurde er in der 65. Minute für Giorgian De Arrascaeta eingewechselt und erzielte in der 73. Minute das 1:1-Ausgleichstor (Endstand-1:3 für Flamengo). Zum 1. Januar 2021 wurde Pedro fest verpflichtet und erhielt einen Vertrag bis 2025. Am 25. Februar 2021 konnte Pedro mit dem Klub die Meisterschaft 2020 gewinnen. Am 19. Oktober 2022 folgte der Erfolg im Copa do Brasil 2022 und am 29. November der Sieg in der Copa Libertadores 2022. Der Erfolg im Copa do Brasil konnte 2024 wiederholt werden.

## Nationalmannschaft
Am 17. August 2018 erhielt Pedro eine Berufung von Nationaltrainer Tite für die Freundschaftsspiele am 7. September gegen die Vereinigten Staaten und am 11. September gegen El Salvador in den USA. Aufgrund seiner Verletzung am 26. August musste Pedro die Teilnahme aber absagen. An seiner statt wurde Richarlison berufen.
2019 nahm Pedro am Turnier von Toulon mit einer U-22 Auswahl teil. Bei dem Turnier trat er in vier Spielen an und konnte mit dem Team den Pokal gewinnen. Im November 2020 wurde Pedro für die WM-Qualifikationsspiele Mitte November gegen Venezuela und Uruguay als Ersatz für den verletzten Neymar berufen. In dem Spiel gegen Venezuela am 13. November wurde er in der 77. Minute eingewechselt. Im Juni 2021 wurde Pedro in den Kader der Olympiaauswahl für das Fußballturnier der Olympischen Sommerspiele 2021 berufen, kam dort jedoch nicht zum Einsatz. Eine erneute Berufung in den A–Kader erfolgte am 9. September für Vorbereitungsspiele auf die Fußball-Weltmeisterschaft im selben Monat gegen Ghana und Tunesien. Im Spiel gegen Tunesien am 27. September wurde Pedro nach der Halbzeitpause für Richarlison eingewechselt und erzielte in der 74. Minute sein erstes Länderspieltor.

## Erfolge
Fluminense
- Campeonato Brasileiro de Futebol Sub-20: 2015
- Primeira Liga do Brasil: 2016
- Taça Guanabara: 2017, 2020
- Taça Rio: 2018

Flamengo
- Supercopa do Brasil: 2020
- Recopa Sudamericana: 2020
- Staatsmeisterschaft von Rio de Janeiro: 2020, 2021, 2024
- Brasilianischer Meister: 2020
- Copa do Brasil: 2022, 2024
- Copa Libertadores: 2022

U-22 Nationalmannschaft
- Turnier von Toulon: 2019

## Auszeichnungen
- Torschützenkönig Staatsmeisterschaft von Rio de Janeiro: 2018
- Staatsmeisterschaft von Rio de Janeiro Auswahlmannschaft: 2018[18]
- Prêmio Craque do Brasileirão Entdeckung des Jahres: 2018
- Torschützenkönig Copa Libertadores: 2022